# ولیکو تینج
ولیکو تینج (به لاتین: Veliko Tinje) یک زیستگاه انسانی در اسلوونی است که در Lower Styria واقع شده‌است.

## خصوصیات
ولیکو تینج ۱٫۴۶ کیلومترمربع مساحت و ۱۴۹ نفر جمعیت دارد و ۶۵۴٫۷ متر بالاتر از سطح دریا واقع شده‌است.